# Bayou Goula
Bayou Goula est une census-designated place de la paroisse d'Iberville, en Louisiane, aux États-Unis. 